# ピアノ協奏曲第3番 (リスト)
ピアノ協奏曲第3番 変ホ長調 遺作（S.125a）は、フランツ・リストが作曲したピアノ協奏曲。

## 概要
この曲は先の2つのピアノ協奏曲よりも早い時期に作曲されたと考えられており、1839年の作という可能性が挙げられるが、1847年にようやく完成したという説もありはっきりしない。彼の「ピアノ協奏曲第2番」と同様に単一楽章で書かれている。
この曲は1989年にシカゴ大学の博士大学院生だったジェイ・ローゼンブラット（Jay Rosenblatt）が、多くの楽譜を整理して同定するまでほとんど忘れられていた。楽譜の断片はヴァイマル、ニュルンベルク、レニングラードなどに散り散りになっており、全く知られていない状態だった。それらは同じく変ホ長調で書かれた「ピアノ協奏曲第1番」の初期の草稿だと考えられていたのである。リストは書簡などで一切この曲について触れておらず、その存在は研究者に知られないままとなっていた。
リストが他界した時、彼の家の家政婦が弟子たちが家の中に立ち入って原稿を形見として持ち出すことを許可した。それらは必ずしも1曲まるごとというわけではなかった。ニュルンベルクの草稿は、ゾンデルスハウゼンのカペルマイスターだった時にリストと交際するようになったマックス・エルトマンスデルファーのものだった。彼は1882年にモスクワでカペルマイスターとなっている。彼が全曲の楽譜を持ち出していたが、何らかの事情で死後その一部がレニングラード図書館で発見されたという可能性も考えられる。

## 演奏史
この曲の初演は1990年、ジャニーナ・フィアルコフスカとシカゴ交響楽団によって行われた。
フィアルコフスカの他、ジェローム・ローウェンタール、ルイ・ロルティ、イェネ・ヤンドー、レスリー・ハワードなどが録音を行っているが、この曲の知名度は依然低く、一般的なレパートリーとはなり得ていない。

## 演奏時間
約14分

## 楽曲構成
単一楽章構成である。ここではハイペリオン・レコードの分類に従い、5つの部分にわけて記す。
- アンダンティーノ - レチタティーヴォ・デル・ピアノ
- アレグロ - テンポ・プリモ
- アンダンテ
- テンポ・プリモ - アレグロ・コム・プリマ
- アレグロ・ヴィヴァーチェ - ピウ・モッソ